# رامون لول
رامون لول (Ramon Llull) هو فيلسوف كتالوني، من أسرة ميسورة الحال. أولع بالشعر، ثم انضم إلى رهبنة الفرنسيسكان. انكب على دراسة اللغة العربية والثقافة الإسلامية، قاصداً دعوة المسلمين إلى المسيحية. سافر من أجل ذلك إلى شمال إفريقية غير مرة، ولقي حتفه هناك. حاضر في باريس، ومر بمونبلييه ومايورقا. حاول في مؤلفاته، وخاصة «الفن الأكبر»، أن يدافع عن المسيحية ضد الإسلام وضد فلسفة ابن رشد. كان ذا نزعة صوفية عميقة، وله منهج رمزي دقيق.

## قديس أو زنديق
حدث جدل واسع في الكنيسة منذ ظهور الكتابات الأولى لرامون لول بشأن ما إذا كان قديساً أو زنديقاً. قام لول بعملية تقديس علنية في الفاتيكان في عهد فيليب الثاني، وكان الملك فيليب نفسه أحد داعمي هذه العملية، إذ كان الملك الإسباني مغرماً بأعمال لول واستخدم جزءاً منها في إنشاء دير إسكوريال. اعتبر لول زنديقاً قبل ذلك من قبل معظم رجال الدين في الفاتيكان، واستمر الجدل بشأن لول والملك فيليب الثاني في روما بعد ذلك لفترة طويلة. حُظرت أعمال لول من قبل محاكم التفتيش الإسبانية في عهد الملك فيليب، لأنها اعتبرت غير مفهومة وواضحة، وعلى الرغم من ذلك فقد احتُفظ بنسخ من أعماله بأمان في مكتبة إسكوريال وقرأها العلماء الإسبان المؤيدون لوجهات نظر لول.
يُكرم رامون لول كشهيد ضمن الرهبنة الفرنسيسكانية، وقد طُوِّب قديساً في عام 1847 على يد البابا بيوس التاسع، ويعتبر يوم ميلاده في 30 يونيو عيداً من أعياد القديسين.

## سيرة شخصية

### النشأة وأسرته
ولد رامون لول لعائلة ثرية في بالما عاصمة مملكة مايوركا. أسس جيمس الأول ملك أراغون مملكة مايوركا لدمج الأراضي التي غزاها مؤخراً في جزر البليار (جزء من إسبانيا اليوم) ضمن تاج أراغون. كان والدا لول قد قدما من كاتالونيا كجزء من الجهود المبذولة لاستعمار الجزيرة. وبما أن الجزيرة احتُلت عسكرياً، فقد استُعبد السكان المسلمون الذين لم يتمكنوا من الفرار من المسيحيين المحتلين، على الرغم من أنهم كانوا يشكلون جزءاً كبيراً من سكان الجزيرة. تزوج لول من بلانكا بيكانا في عام 1257، ورزق منها بولدين: دومينيك وماجدالينا، وعلى الرغم من أنه شكل عائلة إلا أنه عاش ما أسماه لاحقاً حياة مهدرة. عمل لول كمدرس لجيمس الثاني ملك أراغون، وأصبح فيما بعد سينيسكال (الرئيس الإداري للأسرة المالكة) للملك المستقبلي جيمس الثاني ملك مايوركا، وهو أحد أقارب زوجته. 

### عمله التبشيري
حث لول الأوربيين على دراسة اللغة العربية وغيرها من اللغات التي لم تدرَّس بشكل كافٍ في أوروبا، وتركزت أغلب أعماله حول تحويل المسلمين والمسيحيين المنشقين إلى الديانة المسيحية. سافر عبر أوروبا للقاء الباباوات والملوك والأمراء محاولاً إنشاء كليات خاصة لإعداد المبشرين المستقبليين، وفي عام 1276 أُسست مدرسة لغات للمبشرين الفرنسيين في ميرامار بتمويل من ملك مايوركا. سافر رامون لول إلى تونس حوالي عام 1291، وقام بعمليات تبشير للمسلمين هناك، بالإضافة لمناظرات فلسفية عديدة مع العلماء المسلمين، وبعد إقامة قصيرة في باريس عاد إلى الشرق مرة أخرى كمبشر. سافر لول إلى تونس للمرة الثانية عام 1304، وكتب العديد من الرسائل إلى ملك تونس، ولكن لا يُعرف سوى القليل عن هذا الجزء من حياته.
أكد لول في عام 1308 أن تحويل المسلمين للمسيحية يجب أن يكون عبر الدعوة لا بالقوة العسكرية، وقد حقق هدفه أخيراً في تعليم اللغات في الجامعات الكبرى في عام 1311، عندما أمر مجمع فيينا بإنشاء كراسي لتدريس العبرية والعربية والكلدانية (الآرامية) في جامعات بولونيا وأكسفورد وباريس وسلامنكا وفي المحكمة البابوية أيضاً.

## وصلات خارجية
- رامون لول على موقع الموسوعة البريطانية (الإنجليزية)
- رامون لول على موقع ميوزك برينز (الإنجليزية)
- رامون لول على موقع إن إن دي بي (الإنجليزية)
- رامون لول على موقع ديسكوغز (الإنجليزية)